# Григорьев, Николай Васильевич (Герой Советского Союза)
Николай Васильевич Григорьев (1918—1976) — сержант Рабоче-крестьянской Красной Армии, участник Великой Отечественной войны, Герой Советского Союза (1945).

## Биография
Николай Григорьев родился 14 октября 1918 года в деревне Большие Озертицы (ныне — Волосовский район Ленинградской области) в крестьянской семье. Окончил начальную школу. В 1940 году Григорьев был призван на службу в Рабоче-крестьянскую Красную Армию. С февраля 1943 года — на фронтах Великой Отечественной войны. К январю 1945 года гвардии сержант Николай Григорьев командовал орудием 147-го гвардейского артиллерийско-миномётного полка 15-й гвардейской кавалерийской дивизии 7-го гвардейского кавалерийского корпуса 1-го Белорусского фронта. Отличился во время освобождения Польши.
14 января 1945 года в ходе прорыва немецкой обороны с пулавского плацдарма Григорьев огнём своего орудия уничтожил 3 дзота, способствовав успешному продвижению вперёд советских подразделений. Когда на марше батарея столкнулась с колонной немецких автомашин и бронетранспортёров, Григорьев, несмотря на пулемётный и автоматный огонь, развернул орудие и открыл огонь по противнику, уничтожив 3 автомашины и несколько десятков вражеских солдат и офицеров.
Указом Президиума Верховного Совета СССР от 27 февраля 1945 года гвардии сержант Николай Григорьев был удостоен высокого звания Героя Советского Союза с вручением ордена Ленина и медали «Золотая Звезда».
В 1945 году Григорьев был демобилизован. Проживал и работал в Ленинграде.
Умер 13 января 1976 года. Похоронен на Южном кладбище.
Был также награждён двумя орденами Красной Звезды и рядом медалей.